# HFC Haarlem
HFC Haarlem byl nizozemský fotbalový klub z Haarlemu. Založen byl roku 1889. Zanikl roku 2010.
25. ledna 2010 vyhlásil Haarlem konkurz a tím byl svazem vyloučen z profesionálního fotbalu. Haarlem hrál své poslední profesionální utkání 22. ledna 2010 s týmem Excelsior, prohrál 3:0.
V dubnu 2010, tři měsíce po svém vyloučení z profesionálního fotbalu, HFC Haarlem dokončil fúzi s amatérským klubem HFC Kennemerland, nový klub se jmenuje Haarlem Kennemerland.

## Známí hráči
- Wim Balm
- Benjamin van den Broek
- Johan Derksen
- Barry van Galen
- Ruud Gullit
- Martin Haar
- Hans van de Haar
- Piet Huyg
- Gerrie Kleton
- Piet Keur
- Ortwin Linger
- Edgar Manučarjan
- Keith Masefield
- John Metgod
- Edward Metgod
- Ricardo Moniz
- Arthur Numan
- Cornelius Pot
- Johnny Rep
- Menno Willems

## Úspěchy
- Nizozemská fotbalová liga (1): 1946
- Nizozemský fotbalový pohár (2): 1902, 1912
- Eerste Divisie (3): 1972, 1976, 1981
- Tweede Divisie (3): 1961, 1963, 1967